# Stadion Municipal
El Stadion Municipal es un estadio de usos múltiples en la ciudad de Kralendijk, la capital de la isla de Bonaire un territorio dependiente frente a la costa de Venezuela en el Mar Caribe organizado como municipio con estatus especial dentro del Reino de los Países Bajos.
Actualmente se utiliza sobre todo para los partidos de fútbol. En este estadio hace de local la selección de fútbol de Bonaire y tiene una capacidad aproximada para recibir hasta 3.000 personas. 